# 田中パウロ淳一
田中 パウロ淳一（たなか パウロじゅんいち、1993年10月23日 - ）は、兵庫県加古川市生まれ、同県高砂市出身のプロサッカー選手、YouTuber、TikToker。Jリーグ・栃木シティFC所属。ポジションはミッドフィールダー、フォワード。

## 来歴

### クラブ
米田SC、兵庫FC、サルパFCを経て、大阪桐蔭高校に進学。高校2年時の2011年1月にフランスへ遠征した際、元フランス代表のティエリ・アンリ、ニコラ・アネルカらを育てた国立サッカーアカデミー元所長のクロード・デュソーの目に留まった。デュソーの推薦で同年3月、リーグアン（1部）・ボルドーのトップチームに練習参加した。当初は能力を高く評価されていたが、途中からドリブル一辺倒のプレーが多くなった。また、1カ月の参加予定が高校の新人戦で呼び出された為、3週間で打ち切りとなり帰国した。
2012年より、川崎フロンターレへ加入。川崎関係者からは左足の強烈なシュートが評価され、「和製フッキだ」と期待を寄せられた。同年6月30日のJ1第16節・ヴィッセル神戸戦で左サイドバックとしてJリーグデビューした。
2013年3月、海外でのプレーを希望して川崎を退団。フランスを中心に、ドイツ、オランダに拠点を置いて様々なクラブのテストを受けたが、契約には至らなかった。
JPFAトライアウトを経て、2014年にツエーゲン金沢へ加入。途中出場を中心に24試合に出場して、チームのJ3優勝、J2昇格に貢献した。2015年より、登録名を本名から『田中 パウロ淳一』に変更した。
2016年、FC岐阜へ完全移籍で加入した。2017年3月4日、J2第2節・名古屋グランパスとの名岐ダービーで岐阜移籍後の初得点を挙げた。
2019年、レノファ山口FCに完全移籍。
2020年12月23日、松本山雅FCに完全移籍。
2022年11月23日、松本山雅FCは契約期間の満了と来季に向けた契約更新を行わないことを発表。
同年11月29日、カンセキスタジアムとちぎで行われたJリーグ合同トライアウトに出場した。12月15日時点でも所属チームは決定しておらず、SNSを通じて「4年間怪我なしの鉄人。練習試合得点王。」というストロングポイントをアピールして話題となった。
2023年2月3日、地域リーグに所属する栃木シティFCに所属することが発表された。すると、JFL昇格とJ3昇格に貢献した。
2025年4月15日、2月・3月のJ3リーグ月間MVP賞を受賞した。4月に入ってからも勢いは衰えず、第8節から第11節までの4試合すべてで得点を決めた。

## 人物・エピソード
- 日本人の父とスペイン系フィリピン人の母との間に生まれた[22]。
- 愛称の「パウロ」は、中学校3年次の2008年秋、大阪桐蔭高校サッカー部に体験入部した際、偶然その前日のテレビ番組に元日本代表・田中マルクス闘莉王の父・パウロが出演しており、同じ田中姓ということと、風貌、プレースタイルを含めて「外国人っぽい」ということで先輩に名付けられた[9][1]。高校時代にはチームメイトのみならず他校の生徒からも「パウロ」と呼ばれ[23]、プロ入り後もチームメイトからのニックネームやサポーターからのコールは「パウロ」で定着している[1]。
- 「パウロちゃんねる」という名でYouTuberとしても活動しウイニングイレブンの実況やサッカー関係の動画を上げている。同チャンネルでは、主にmakihika、梅ちゃん、辻本亮、tatsuya、からあげくんなどとコラボすることが多い。また、TikTokでも活動している。

## 所属クラブ
- 米田少年サッカークラブ（高砂市立米田西小学校）
- 兵庫フットボールクラブ（高砂市立米田西小学校）
- 兵庫フットボールクラブジュニアユース（高砂市立宝殿中学校）
- サルパフットボールクラブジュニアユース（高砂市立宝殿中学校）
- 大阪桐蔭高等学校
- 2012年 - 2013年3月  川崎フロンターレ
- 2014年 - 2015年  ツエーゲン金沢
  - 2015年  Jリーグ・アンダー22選抜[24]
- 2016年 - 2018年  FC岐阜
- 2019年 - 2020年  レノファ山口FC
- 2021年 - 2022年  松本山雅FC
- 2023年 -  栃木シティFC

## 個人成績
| 国内大会個人成績 | 国内大会個人成績 | 国内大会個人成績 | 国内大会個人成績 | 国内大会個人成績 | 国内大会個人成績 | 国内大会個人成績 | 国内大会個人成績 | 国内大会個人成績 | 国内大会個人成績 | 国内大会個人成績 | 国内大会個人成績 |
| 年度             | クラブ           | 背番号           | リーグ           | リーグ戦         | リーグ戦         | リーグ杯         | リーグ杯         | オープン杯       | オープン杯       | 期間通算         | 期間通算         |
| 年度             | クラブ           | 背番号           | リーグ           | 出場             | 得点             | 出場             | 得点             | 出場             | 得点             | 出場             | 得点             |
| 日本             | 日本             | 日本             | 日本             | リーグ戦         | リーグ戦         | リーグ杯         | リーグ杯         | 天皇杯           | 天皇杯           | 期間通算         | 期間通算         |
| ---------------- | ---------------- | ---------------- | ---------------- | ---------------- | ---------------- | ---------------- | ---------------- | ---------------- | ---------------- | ---------------- | ---------------- |
| 2012             | 川崎             | 28               | J1               | 3                | 0                | 0                | 0                | 0                | 0                | 3                | 0                |
| 2013             | 川崎             | 28               | J1               | 0                | 0                | 0                | 0                | -                | -                | 0                | 0                |
| 2014             | 金沢             | 11               | J3               | 24               | 2                | -                | -                | 2                | 0                | 26               | 2                |
| 2015             | 金沢             | 49               | J2               | 25               | 0                | -                | -                | 2                | 1                | 27               | 1                |
| 2016             | 岐阜             | 7                | J2               | 20               | 0                | -                | -                | 1                | 0                | 21               | 0                |
| 2017             | 岐阜             | 7                | J2               | 36               | 5                | -                | -                | 0                | 0                | 36               | 5                |
| 2018             | 岐阜             | 7                | J2               | 32               | 8                | -                | -                | 0                | 0                | 32               | 8                |
| 2019             | 山口             | 7                | J2               | 36               | 5                | -                | -                | 2                | 0                | 38               | 5                |
| 2020             | 山口             | 7                | J2               | 31               | 1                | -                | -                | -                | -                | 31               | 1                |
| 2021             | 松本             | 7                | J2               | 23               | 0                | -                | -                | 2                | 0                | 25               | 0                |
| 2022             | 松本             | 7                | J3               | 8                | 3                | -                | -                | 2                | 3                | 10               | 6                |
| 2023             | 栃木C            | 77               | 関東1部          | 18               | 3                | -                | -                | 2                | 0                | 20               | 3                |
| 2024             | 栃木C            | 77               | JFL              | 25               | 6                | -                | -                | 2                | 0                | 27               | 6                |
| 2025             | 栃木C            | 77               | J3               |                  |                  |                  |                  |                  |                  |                  |                  |
| 通算             | 日本             | 日本             | J1               | 3                | 0                | 0                | 0                | 0                | 0                | 3                | 0                |
| 通算             | 日本             | 日本             | J2               | 203              | 19               | -                | -                | 7                | 1                | 210              | 20               |
| 通算             | 日本             | 日本             | J3               | 32               | 5                | -                | -                | 4                | 3                | 36               | 8                |
| 通算             | 日本             | 日本             | JFL              | 25               | 6                | -                | -                | 2                | 0                | 27               | 6                |
| 通算             | 日本             | 日本             | 関東1部          | 18               | 3                | -                | -                | 2                | 0                | 20               | 3                |
| 総通算           | 総通算           | 総通算           | 総通算           | 281              | 33               | 0                | 0                | 15               | 4                | 296              | 37               |

その他の公式戦
- 2014年 
  - 石川県サッカー選手権大会 1試合0得点

出場歴
- Jリーグ初出場 - 2012年6月30日 J1第16節 vsヴィッセル神戸（等々力陸上競技場）
- Jリーグ初得点 - 2014年6月1日 J3第14節 vs藤枝MYFC（石川県西部緑地公園陸上競技場）

## タイトル

### クラブ
ツエーゲン金沢
- J3リーグ：1回（2014年）
- 石川県サッカー選手権大会：1回（2014年）

松本山雅FC
- 長野県サッカー選手権大会：1回（2022年）

栃木シティFC
- 全国地域サッカーチャンピオンズリーグ：1回（2023年）
- 栃木県サッカー選手権大会：2回（2023年、2024年）
- 日本フットボールリーグ：1回（2024年）

### 個人
- 関東サッカーリーグ1部アシスト王：1回（2023年）
- 関東サッカーリーグ1部ベストイレブン：1回（2023年）
- 全国地域サッカーチャンピオンズリーグ得点王：1回（2023年）
- 日本フットボールリーグベストイレブン：1回（2024年）
- J3リーグ月間MVP：1回（2025年2・3月）